# Tourkou
Tourkou kallas den dialekt av arabiska som huvudsakligen talas i Tchad. Tourkou talas som förstaspråk av nästan en miljon människor i Tchad, Kamerun, Nigeria, Niger och Sudan och har blivit ett lingua franca i delar av regionen.